# Börsentag

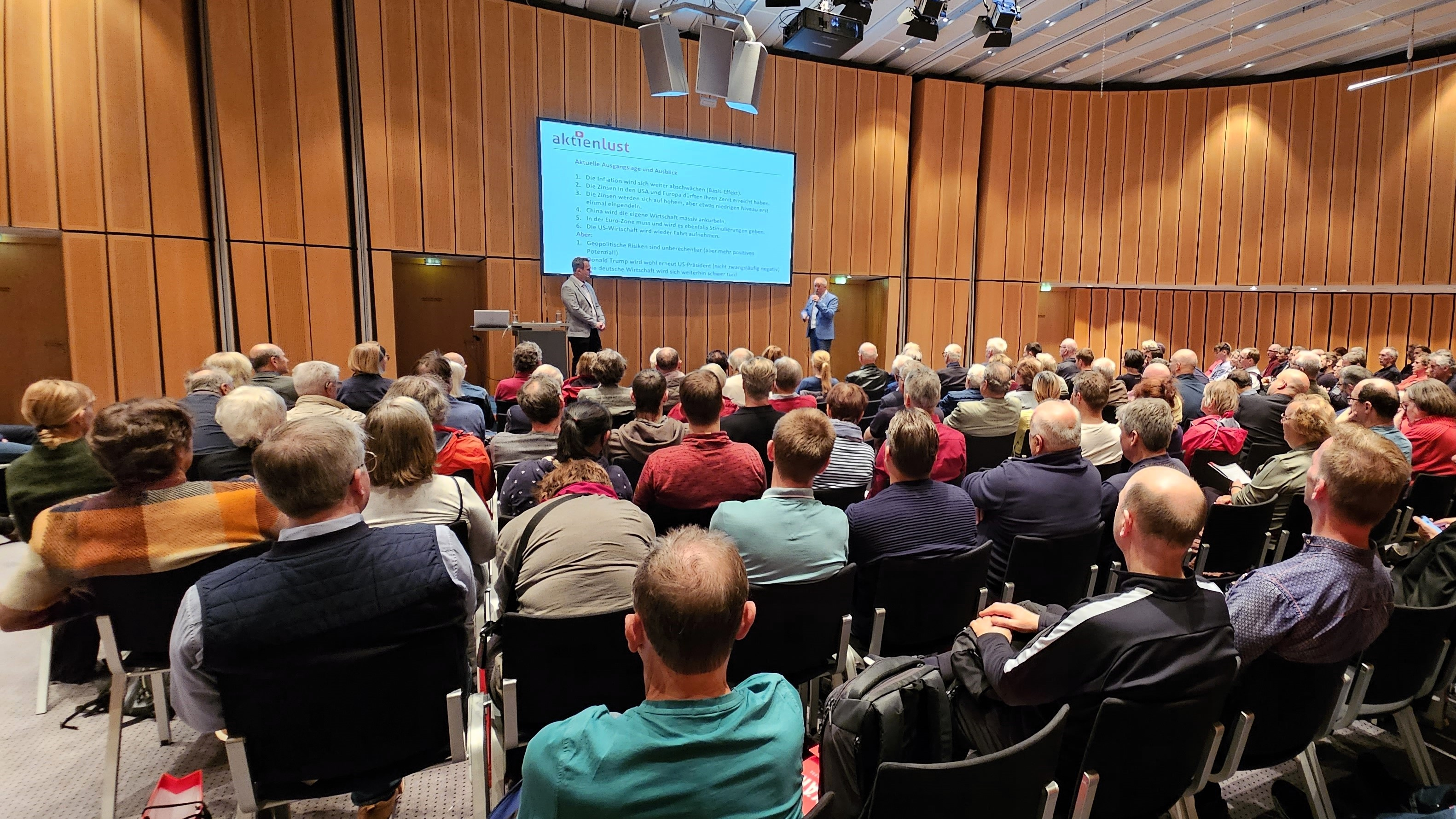
Vortrag über Aktien auf dem Börsentag Berlin 2023 im Ludwig-Erhard-Haus

Als Börsentag werden Messen bezeichnet, auf denen Finanzprodukte und sonstige Angebote zur Kapitalanlage präsentiert werden. Sie richten sich vornehmlich an Privatanleger.
Zu den größten Vertretern zählen dabei
- die Börsentage bzw. Anlegertage in Dresden, Berlin, Düsseldorf (Anlegertag), Frankfurt am Main, Hannover, Köln, München (Anlegertag), Nürnberg und Stuttgart
- die World of Trading in Frankfurt am Main
- sowie die Invest der Börse Stuttgart.